# ロイ・ジェームス
ロイ・ジェームス（Roy James、1929年3月9日 - 1982年12月29日）は、日本のタレント、俳優、コメンテーターである。出生名はハンナン・サファ（タタール語: Габделхәннан Сафа）。1971年に日本国籍を取得し、六条 祐道に改名。1975年に結婚し湯浅姓となる。

## 人物・来歴
1929年3月9日、東京市下谷区（現・東京都台東区）に生まれる。
出自は、ロシア革命後にロシアから日本へと亡命してきたいわゆるカザン・タタール人（カザン・トルコ人）である。父親のアイナン・ムハンマド・サファ（Ainan Muhammad Safa、1898年12月23日 - 1984年1月9日）は、ウラル山脈の西にある都市ペルミ出身で、戦後、東京回教寺院（現在の東京ジャーミイ）の導師イマームを勤めた経験もある人物。
旧制下谷区立竹町小学校（現在の台東区立平成小学校）、旧制郁文館工業学校（現在の郁文館中学校・高等学校）を経て1954年、明治大学商学部商学科を卒業した。明大では野球部に在籍したが、秋山登・土井淳が入学してきたためレギュラーをあきらめた。戦後、柔拳（柔道とボクシングの異種格闘技戦を見せる興行）に、ボクサーとして、「ストレート・ロイ」のリングネームで出場していたこともある。
大学在学中の1953年にタレントのE・H・エリックの紹介で、日劇ミュージックホールの舞台で芸能界入り。エリック（実際は日本人とデンマーク人とのハーフ）とともに日本の「外国人タレント」（外タレ）の草分けとなった。その後は、1955年に成瀬巳喜男監督の『浮雲』に米兵役で出演したことを機に、映画俳優や放送タレントとして活躍、実際にロシア語を話せなかったので、べらんめえ調の達者な日本語を軽妙にこなし、数々のテレビやラジオなどで歯に衣着せぬ辛口トークを展開した。また、CMでも大いに活躍した。
1971年に日本国籍を取得して六条祐道を戸籍名とし、1975年、湯浅あつ子との結婚に伴い湯浅と改姓する。あつ子は三島由紀夫の親しい友人として有名だった女性で、三島の著書『鏡子の家』のモデル。
1982年の春頃、体調不良を理由に芸能活動を休業、病気療養に専念する。しかし咽頭がん及び肺炎の併発により、同年末の12月29日に53歳で死去した。墓所は、多磨霊園の外国人墓地の一角のムスリム（イスラム教徒）墓地にある。かつては名前と没年月日が印刷された木の墓碑が立っていたが、現在は黒い墓石となっている。
本名名義で馬主としても活動しており、結婚した年の1975年の第35回桜花賞に出走したイブサンなどを所有していた。

## 出演

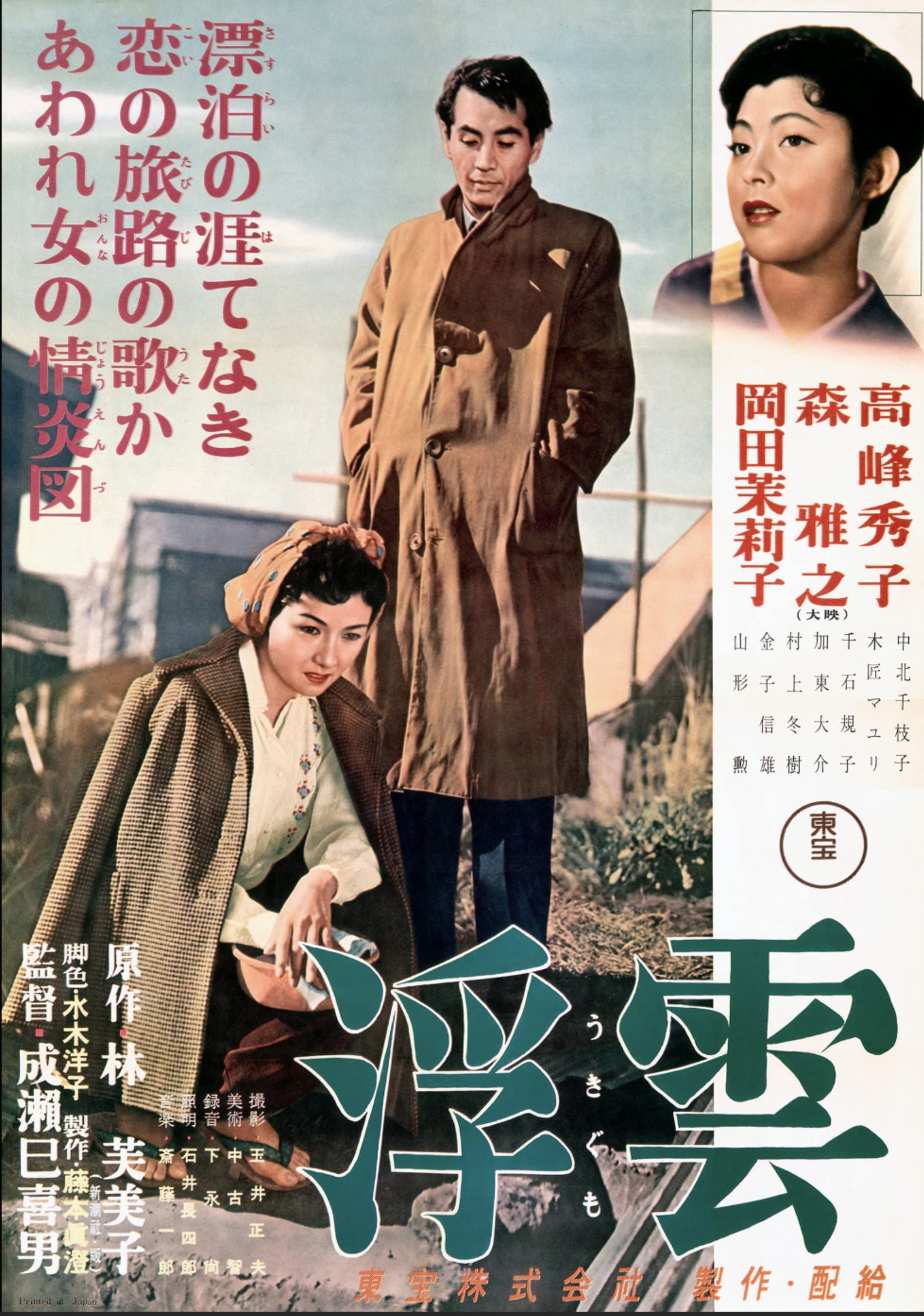
映画デビュー作『浮雲』

### 映画
- 『浮雲』 : 1955年 - 米兵役
- 『大番完結篇』 : 1959年 -  憲兵役
- 『奥様三羽烏』 : 1959年　- ロバート・ルイス役
- 『日本ロマンス旅行』 : 1959年 -  ピンカートン役
- 『人も歩けば』 : 1960年 -  バブ近藤役
- 『歌え若人達』 : 1963年 -  プロデューサー中井役
- 『ど根性物語 銭の踊り』 : 1964年 -  堀川五六役
- 『夢のハワイで盆踊り』 : 1964年 -  司会者役

### テレビ番組
- 『花王ワンダフルクイズ』（解答者、日本テレビ　1956年1月～1962年6月）
- 『いじわるクイズ時価1万円』（司会、フジテレビ　1963年4月～1964年8月）
- 『独占!!スポーツ情報』（日本テレビ）
- 『霊感ヤマカン第六感』（初期レギュラー、ABC）
- 『象印歌のタイトルマッチ』（NET）
- 『スター漫才選手権』（MBS）
- 『ドラフトクイズ』（東京12チャンネル）
- 『アップダウンクイズ』（MBS）
- 『赤白パネルマッチ』（初代司会。フジテレビ）
- 『インスピレーションクイズ』（2代目司会、NET）
- 『歌のチャンピオン』（日本テレビ）
- 『サウンド・イン"S"』（司会、TBS）

### ラジオ番組
- 『トリス・ジャズ・ゲーム』（文化放送）
- 『ロイ・ジェームスの意地悪ジョッキー』（文化放送、ニッポン放送）
- 『ロイ・ジェームスのミスタースポーツ』（ニッポン放送）
- 『不二家歌謡ベストテン』（初代パーソナリティ、ニッポン放送）
- 『パックインミュージック』（TBSラジオ）
- 『シントク・サテライトアワー』（ニッポン放送）
- 『日産プリンス・ハイウエイスコープ』（文化放送）
- 『MBS日曜競馬』（毎日放送） - パーソナリティ[4]

### CM
- ダイハツ・ミゼットMP（1959年）
- ブライボン
- ダリヤハイニット （1963年）
- ネッスル日本・ネスカフェ （1965年）
- 浦島海苔
- 日産自動車（ナレーション）
- 日本石油 （現・ENEOS）